# Leo-Baeck-Medaille
Die nach dem liberalen deutschen Rabbiner Leo Baeck benannte Leo-Baeck-Medaille wird seit 1978 in unregelmäßigen Abständen vom Leo Baeck Institut in New York an Personen vergeben, die sich in besonderer Weise um die deutsch-jüdische Aussöhnung verdient gemacht haben.
Dieser Preis ist nicht zu verwechseln mit dem Leo-Baeck-Preis des Zentralrats der Juden in Deutschland.

## Träger der Leo-Baeck-Medaille
- 1978 – Axel Springer, Verleger, Berlin
- 1980 – Fred W. Lessing, Vorstandsmitglied des Leo-Baeck-Instituts New York
- 1995 – Fred Grubel, Sekretär und Vizepräsident des Leo-Baeck-Instituts New York
- 1996 – Ernst Cramer, Vorstandschef der Axel-Springer-Stiftung in Berlin
- 1997 – Helmut Sonnenfeldt, Politikberater und ehemaliges Mitglied des Nationalen Sicherheitsrates der Vereinigten Staaten
- 1998 – George L. Mosse, Professor an der Universität von Wisconsin und der Hebräischen Universität Jerusalem
- 1999 – W. Michael Blumenthal, Direktor des Jüdischen Museums Berlin
- 2000 – Edgar Bronfman sen., Präsident des Jüdischen Weltkongresses
- 2001 – Johannes Rau, Bundespräsident der Bundesrepublik Deutschland
- 2002 – Ruth Westheimer, Psychotherapeutin und Autorin
- 2003 – Daniel Libeskind, Architekt, unter anderem des Jüdischen Museums Berlin
- 2004 – Fritz Stern, Historiker und Autor
- 2005 – Otto Schily, Bundesminister des Innern der Bundesrepublik Deutschland.
- 2006 – James Wolfensohn, Präsident der Weltbank a. D.
- 2007 – Mathias Döpfner, Vorstandsvorsitzender des deutschen Medienunternehmens Axel Springer AG
- 2008 – Wolfgang Ischinger, ehemaliger Botschafter
- 2009 – Joschka Fischer, Bundesminister des Auswärtigen a. D.
- 2010 – Kurt Masur, Dirigent[1]
- 2010 – Angela Merkel, Bundeskanzlerin[2]
- 2011 – Anselm Kiefer, Maler und Bildhauer[3]
- 2012 – Margarethe von Trotta, Regisseurin
- 2013 – Stuart E. Eizenstat, Diplomat
- 2014 – Joachim Gauck, Bundespräsident[4]
- 2015 – Ismar Schorsch, Emeritierter Präsident des Leo-Baeck-Instituts New York
- 2016 – Robert M. Morgenthau[4]
- 2017 – Max M. Warburg Jr.,[4] Aufsichtsratsvorsitzender der M.M.Warburg & CO
- 2018 – Huberta von Voss-Wittig[5] und Peter Wittig, Botschafter
- 2019 – Martha Minow, Rechtswissenschaftlerin und Autorin
- 2020 – Ronald B. Sobel, Emeritierter Präsident des Leo-Baeck-Instituts New York
- 2021 – Frank-Walter Steinmeier, Bundespräsident
- 2022 – Amy Gutmann, Botschafterin der USA und Tochter eines Holocaust-Überlebenden[6]
- 2023 – Mandy Patinkin, Schauspieler; Kathryn Grody, Schauspielerin; Bernie Blum, Emeritierter Präsident des Leo-Baeck-Instituts New York